# Rio Santo Antônio (Caraguatatuba)
O rio Santo Antônio nasce na Serra do Mar e desagua no Oceano Atlântico. É formado por vários cursos de água, tais como: o rio do Ouro, o córrego da Manteiga e o dos Quinhentos Reis. O rio Santo Antônio desagua entre as praias do Centro e do Indaiá, no município de Caraguatatuba, em São Paulo.

## Dados gerais
O rio Santo Antônio pertence à macrorregião hidrográfica do Atlântico Sudeste, no setor UGRHI-3 (Unidade de Gerenciamento de Recursos HÍdricos-3), referente ao litoral norte de São Paulo. Sua bacia possui 39,8 km² e a extensão do rio é de alguns quilômetros.

## Poluição
O rio Santo Antônio apresenta em seu trecho final grande nível de poluição, o que pode gerar várias doenças de pele.